# Ньюарк (Вермонт)
Ньюарк (англ. Newark) — місто (англ. town) в США, в окрузі Каледонія штату Вермонт. Населення — 584 особи (2020).

## Демографія
Згідно з переписом 2010 року, у місті мешкала 581 особа в 266 домогосподарствах у складі 154 родин. Було 576 помешкань
Расовий склад населення:
| - 98,1 % — білих - 0,3 % — корінних американців |

До двох чи більше рас належало 1,5 %. Частка іспаномовних становила 0,0 % від усіх жителів.
За віковим діапазоном населення розподілялося таким чином: 17,9 % — особи молодші 18 років, 65,9 % — особи у віці 18—64 років, 16,2 % — особи у віці 65 років та старші. Медіана віку мешканця становила 48,5 року. На 100 осіб жіночої статі у місті припадало 96,3 чоловіків;  на 100 жінок у віці від 18 років та старших — 103,0 чоловіків також старших 18 років.
Середній дохід на одне домашнє господарство  становив 55 005 доларів США (медіана — 44 485), а середній дохід на одну сім'ю — 61 216 доларів (медіана — 55 417). Медіана доходів становила 37 031 долар для чоловіків та 51 250 доларів для жінок. За межею бідності перебувало 18,0 % осіб, у тому числі 34,3 % дітей у віці до 18 років та 15,8 % осіб у віці 65 років та старших.
Цивільне працевлаштоване населення становило 227 осіб. Основні галузі зайнятості: освіта, охорона здоров'я та соціальна допомога — 30,4 %, будівництво — 18,5 %, виробництво — 11,9 %, мистецтво, розваги та відпочинок — 7,0 %.